# Yann LeCun

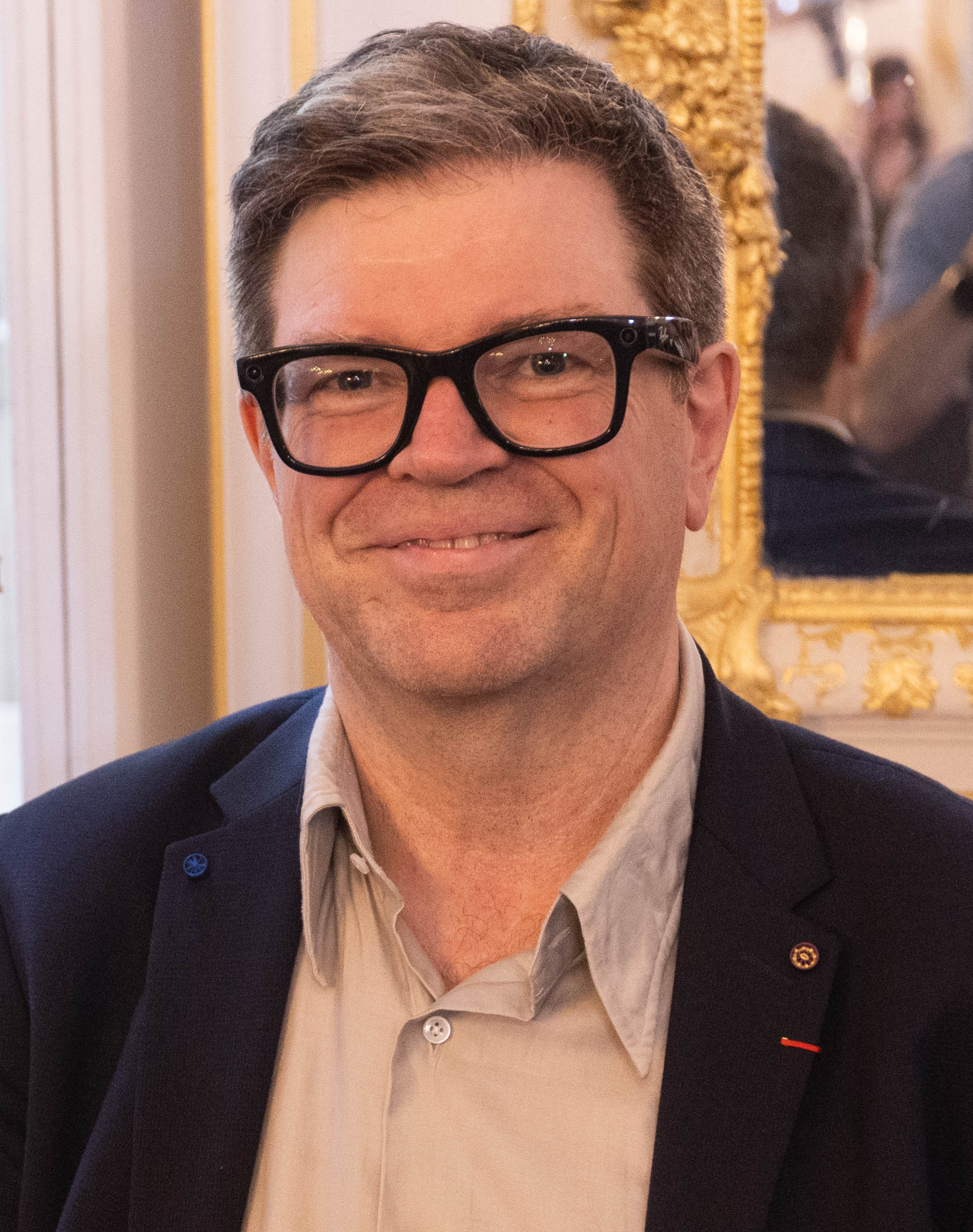
Yann LeCun (2024)

Yann Andre LeCun (* 8. Juli 1960 in Soisy-sous-Montmorency) ist ein französischer Informatiker. Er ist Träger des Turing Awards 2018.

## Leben
LeCun erhielt sein Diplom als Elektroingenieur 1983 an der École supérieure d’ingénieurs en électrotechnique et électronique (ESIEE) und wurde 1987 an der Universität Paris VI (Pierre et Marie Curie) in Informatik promoviert (Modeles connexionnistes de l'apprentissage). In seiner Dissertation verwendete er eine frühe Form von Backpropagation für künstliche neuronale Netzwerke. Als Post-Doktorand war er an der University of Toronto bei Geoffrey Hinton. Ab 1988 war er an den Bell Laboratories in Holmdel in New Jersey, wo er 1996 Leiter der Bildverarbeitungs-Forschung wurde. Nach kurzer Zeit an den NEC-Forschungslaboratorien in Princeton wurde er 2003 Professor an der New York University, wo er Gründungsdirektor des New York Center for Data Science war. 2013 wurde er Direktor der KI-Forschung bei Facebook. Daneben arbeitet er auch noch Teilzeit an der New York University.
Er befasste sich mit Texterkennung (OCR und Handschriften-Erkennung, sein bei den AT&T Labs entwickeltes System wurde von vielen Banken benutzt), künstlichen neuronalen Netzwerken, Bildverarbeitung und ‑kompression. Von ihm stammt die Bild-Komprimierung hinter DjVu, die in den 1990er Jahren an den AT&T Labs entwickelt wurde. Mitentwickler waren Léon Bottou und Patrick Haffner. Später befasste er sich auch mit Maschinenlernen, künstlicher Intelligenz, mobiler Robotik, algorithmischen Neurowissenschaften. Er kritisiert den Ansatz von Chat GPT, die künstliche Intelligenz über die Analyse riesiger Datenmengen und deep learning zu entwickeln: „Maschinelles Lernen ist Mist“.
Er gilt als Begründer der Convolutional Neural Networks (CNN), die er ebenfalls bei Bell Labs entwickelte.
2014 erhielt er den IEEE Neural Network Pioneer Award und 2015 erhielt er den PAMI Distinguished Researcher Award auf der International Conference on Computer Vision, 2018 die IRI Medal und den Harold Pender Award. Er ist seit 2017 Mitglied der National Academy of Engineering und seit 2021 der National Academy of Sciences. 2018 erhielt er den Turing Award, 2019 die Morris Loeb Lecture. 2022 wurde er mit dem Prinzessin-von-Asturien-Preis in der Kategorie „Wissenschaft“ ausgezeichnet. Ihm wurde während des Weltwirtschaftsforums (WEF) 2024 in Davos der Global Swiss AI Award 2023 verliehen. LeCun wurde als Gibbs Lecturer 2025 ausgewählt. 2025 erhielt er den Queen Elizabeth Prize for Engineering.